# T 스토어
T 스토어(T store)는 SK플래닛에서 운영했던 애플리케이션 마켓이다. 대한민국 통신사에서 자체적으로 운영하는 애플리케이션 마켓 중에서는 규모가 가장 컸다. 여기에서 애플리케이션 등 여러 콘텐츠들을 다운로드를 받으려면, 휴대폰에서 다운로드를 받든가, PC매니저(통화료 무료)를 이용하여 애플리케이션을 다운받을 수 있다. 2009년 9월부터 운영을 시작하였다. 처음에는 SK텔레콤에서만 출시되던 휴대폰에서만 다운로드가 가능했지만, 근래에 들어서는 KT와 LG유플러스를 통해 출시된 휴대폰에서도 사용이 가능했다. 그러다가 2016년에 원스토어로 통합되고 현재는 존재하지 않는다.

## 스폰서
- SK플래닛 스타크래프트 프로리그 시즌 1 - SK플래닛의 브랜드이며 1라운드에서 사용되었다.
- SK플래닛 스타크래프트 II 프로리그 12-13 - 시즌1 이후로 2라운드에서 사용되었다.

## 같이 보기
- 앱 스토어
- 구글 플레이 스토어
- 올레 마켓
- U+ 스토어
- 삼성 갤럭시 스토어
- LG 스마트월드
- 앱스플레이
- 원스토어